# Абзелилово
Абзели́лово (баш. Әбйәлил) — деревня в Абзелиловском районе Республики Башкортостан России. Входит в Таштимеровский сельсовет.  Согласно переписи 2020 года население составляло  515 человек.

## Этимология
Название восходит к личному имени Абзелил.

## История
Основана в 1921 г. в Тамьян-Катайском кантоне. В 1939 году зафиксирована как п. Абзелиловской МТС.
С 1960‑х гг. носит современное название, с 2005 г. имеет современный статус.
Статус деревни, сельского населённого пункта, посёлок получил согласно Закону Республики Башкортостан от 20 июля 2005 года № 211-з «О внесении изменений в административно-территориальное устройство Республики Башкортостан в связи с образованием, объединением, упразднением и изменением статуса населённых пунктов, переносом административных центров», ст.1:

6. Изменить статус следующих населённых пунктов, установив тип поселения — деревня:
1) в Абзелиловском районе:…

а) посёлка Абзелилово Таштимеровского сельсовета

## География

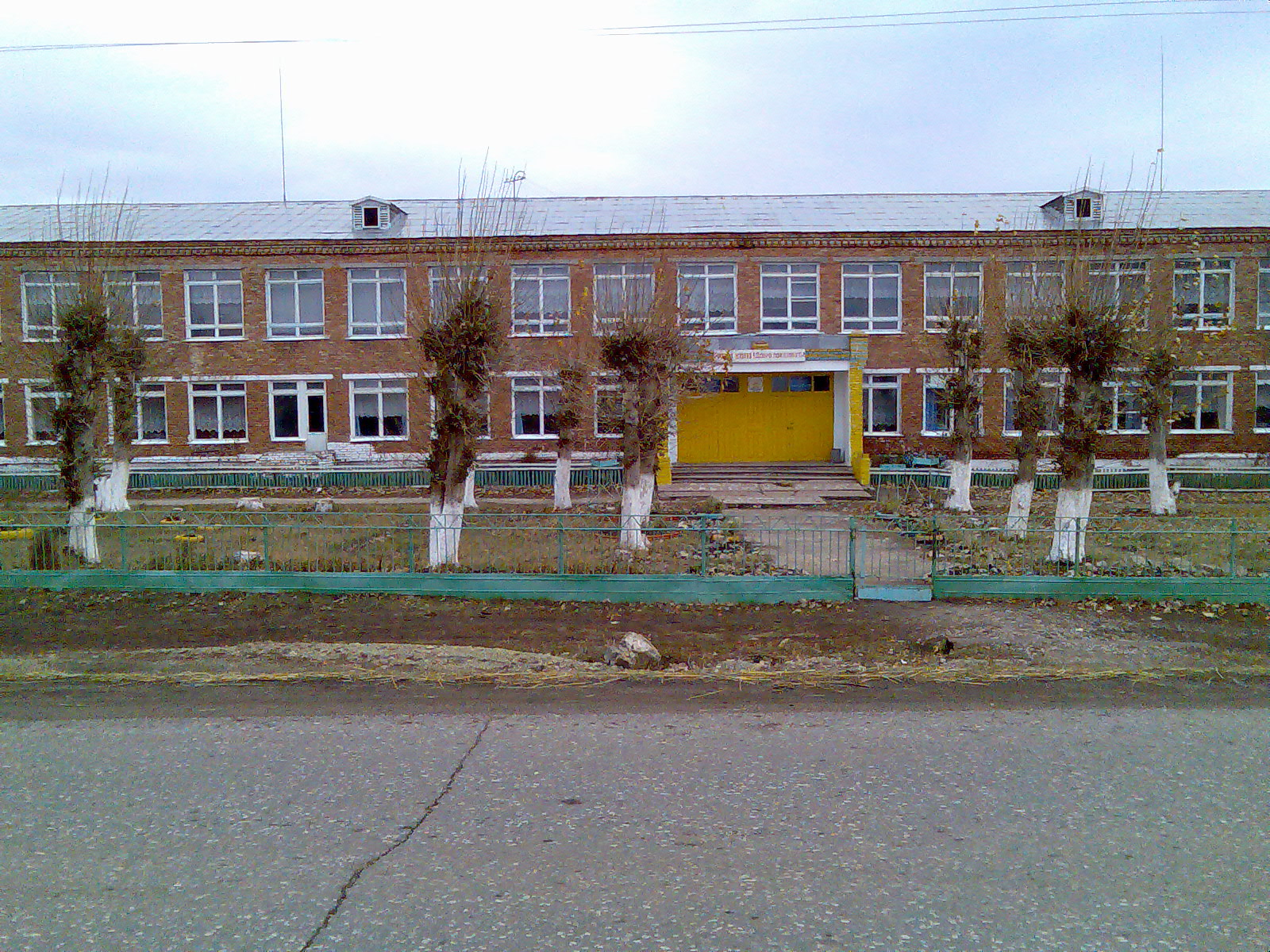
Школа в Абзелилове.

Расположена на реке Мусык (приток реки Янгельки).
Расстояние до:
- районного центра (Аскарово): 22 км,
- центра сельсовета (Михайловка): 4 км,
- ближайшей железнодорожной станции (Магнитогорск-Пассажирский): 32 км.

## Население
| 1968 | 2002 | 2009 | 2010 |
| ---- | ---- | ---- | ---- |
| 706  | ↗741 | ↘460 | ↗496 |

Историческая численность населения
В 1939—170 чел.; 1959—443; 1989—717; 2002—741; 2010—496.
Национальный состав
Согласно переписи 2002 года, преобладающая национальность — башкиры (93 %)

## Инфраструктура
Есть средняя школа.

## Религия
В деревне есть мечеть.